# Științe naturale

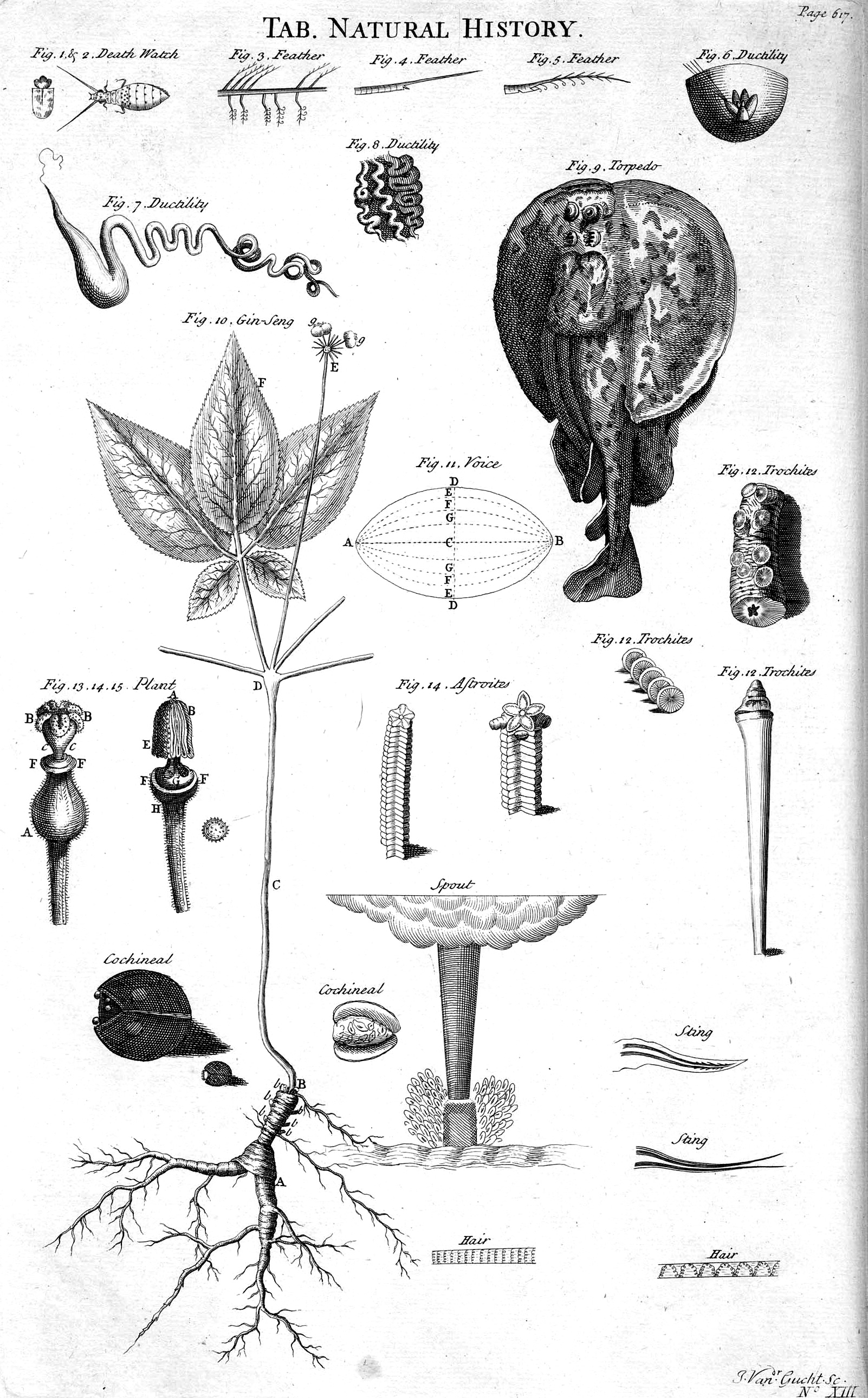
Ilustrație din Cyclopedia (1728) legată de științele naturale

Științele naturale sunt științe care au ca obiect de studiu natura și înțelegerea fenomenelor naturale. Acest termen distinge domeniile care folosesc metoda științifică pentru a studia natura de științele sociale care o folosesc pentru a cerceta comportamentul uman și societatea omenească și de științele formale care folosesc altă metodologie.
Științele naturale pot fi împărțite în două ramuri principale: științe ale vieții (sau biologie) și științe fizice. Aceste ramuri ale științelor naturii sunt împărțite în mai multe ramuri specializate suplimentare (de asemenea cunoscute sub numele de domenii), fiecare dintre acestea fiind cunoscută ca „științe naturale”. Principalele domenii ale științelor naturale sunt incluse în astronomie, biologie, chimie, fizică și grupul științelor Pământului (din care fac parte geografia, geologia, ecologia etc.). 